# Vorfach

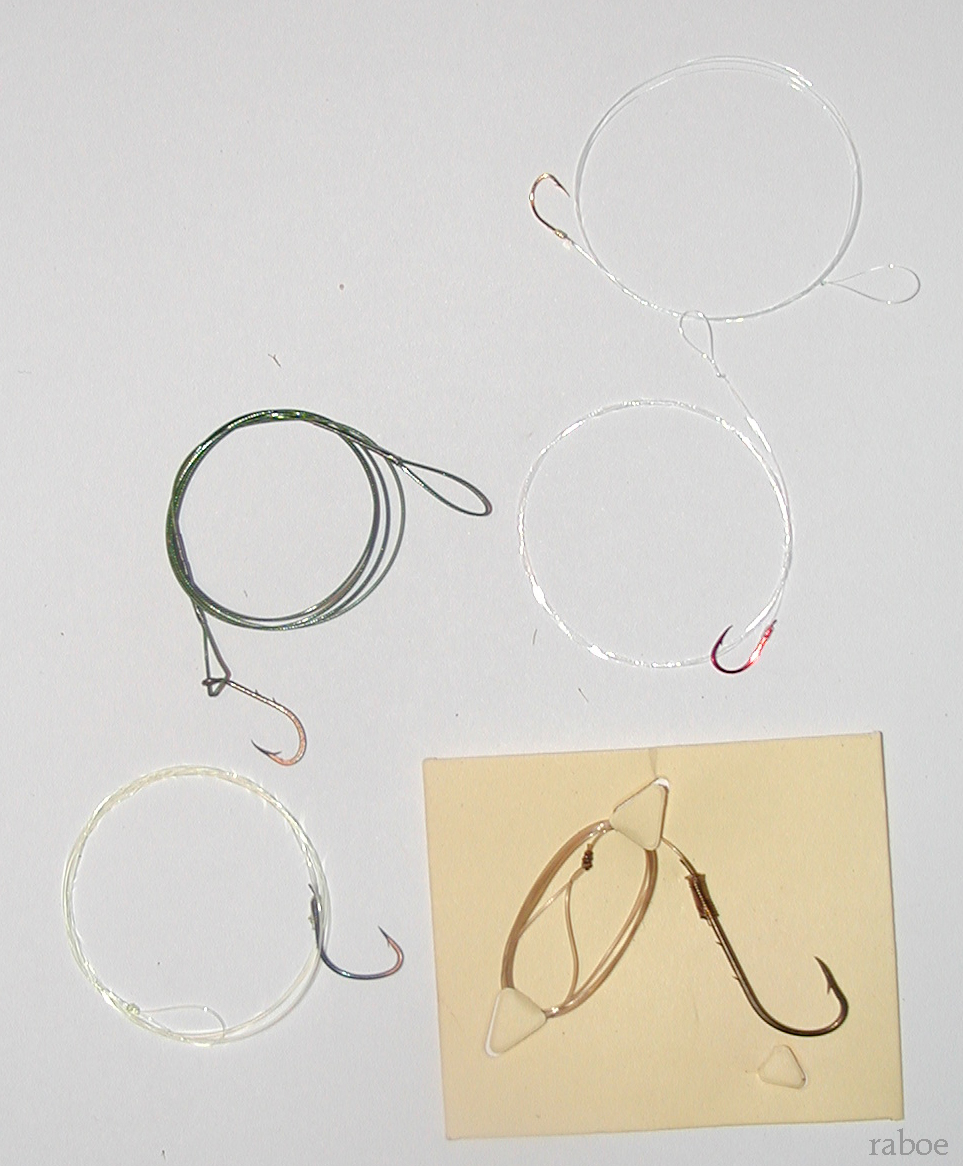
Verschiedene Angelhaken mit Vorfach und Stahlvorfach

Als Vorfach bezeichnet man beim Angeln die Schnur vom Haken bis zur Hauptschnur. Seine Stärke ist normalerweise um 0,05 bis 0,1 mm geringer als die der Hauptschnur.
Ein Vorfach kann verschiedenen Zwecken dienen. Einerseits stellt es in der Regel eine Sollbruchstelle dar, um im Falle eines Abrisses oder Durchbisses der Angelschnur nur die ersten Zentimeter der Schnur zu verlieren. Der Schaden kann dann durch die Montage eines neuen Vorfaches unkompliziert behoben werden, ohne die gesamte Montage zu ersetzen. Andererseits wird die Schnur oft mit Hilfe eines Vorfaches unmittelbar am Köder für den Fisch unauffälliger gestaltet. Bspw. sind Karpfen sehr misstrauisch. Dem wird mit einem sehr unscheinbaren Vorfach begegnet, welches auf Grund gelegt den Köder für den Fisch nicht zur eigentlichen Hauptschnur zugehörig erscheinen lässt. Auch dadurch erklärt sich die meist dünnere Ausführung des Vorfaches im Vergleich zur Hauptschnur.
Ein Nachteil von Vorfächern ist, dass sie zur Notwendigkeit von einem oder mehreren Knoten in der Montage führen. Mit jedem Knoten verringert sich die Zugfestigkeit des betreffenden Teils der Gesamtmontage (günstigstenfalls) auf etwa 70 Prozent des für eine Schnur vom Hersteller angegebenen Wertes, was bei der Auswahl der Schnurstärken zu bedenken ist.
Stahlvorfächer für den Raubfischfang sind jedoch einzig zur Vermeidung von Durchbiss gedacht. Zwar sind Raubfische weniger misstrauisch und mit geeigneter Reizung eher zum Biss zu verleiten, trotzdem können Stahlvorfächer zusätzlich durch das Einfädeln in einen Pflanzenhalm getarnt werden.
Da Stahlvorfächer relativ empfindlich gegen Bruch sind und aktuelle Kunststoffschnüre bei geringem Durchmesser starke Belastungen vertragen, haben Stahlvorfächer keine so große Bedeutung mehr wie noch vor einigen Jahren. Für das Angeln auf Hecht sowie in Gewässern, wo auch ein Hecht auf eine Raubfischmontage anschlagen könnte (z. B. bei Zander-Montagen), werden Stahlvorfächer jedoch nach wie vor empfohlen; manche Fischereivereine schreiben Stahlvorfächer in diesen Fällen sogar explizit in ihrer Gewässerordnung vor. Anzuraten sind Stahlvorfächer auch für das Meeresangeln auf Raubfische wie Thun oder Barracuda, insbesondere beim Spinning mit Kunstköder.

## Einteilung
Es gibt unterschiedliche Ausführungen der Vorfächer:
- Monofilvorfach (normale Angelschnur)
- Multifilvorfach (geflochtene Angelschnur)
- Stahlvorfach (für gewöhnlich bestehend aus geflochtenen Stahlfäden, für Raubfische, zum Schutz vor Durchbiss, insbesondere beim Hechtfischen)
- Schockvorfach (beim Meeresangeln)
- Fliegenvorfach (beim Angeln mit künstlichen Fliegen)[2]